# フォンテヴィーヴォ
フォンテヴィーヴォ（伊: Fontevivo）は、イタリア共和国エミリア＝ロマーニャ州パルマ県にある、人口約5,500人の基礎自治体（コムーネ）。

## 地理

### 位置・広がり

#### 隣接コムーネ
隣接するコムーネは以下の通り。
- フォンタネッラート
- ノチェート
- パルマ

### 気候分類・地震分類
フォンテヴィーヴォにおけるイタリアの気候分類 (it) および度日は、zona E, 2610 GGである。
また、イタリアの地震リスク階級 (it) では、zona 3 (sismicità bassa) に分類される。

## 行政

### 分離集落
フォンテヴィーヴォには、以下の分離集落（フラツィオーネ）がある。
- Bellena, Bianconese, Case Cantarana, Case Gaiffa, Case Massi, Castelguelfo, Fienilnuovo, Fondo Fontana, Fontane, Molinetto, Ponte Recchio, Ponte Taro, Recchio di Sotto, Romitaggio, Stazione Castelguelfo, Tarona, Torchio